# Rivolte di Mahmud Barzani
Le rivolte di Mahmud Barzani furono una serie di insurrezioni armate dello sceicco curdo Mahmud Barzani contro l'autorità irachena della Mesopotamia appena conquistata dagli inglesi e divenuta successivamente il Mandato britannico in Iraq. Dopo la sua prima insurrezione nel maggio 1919, lo sceicco Mahmud fu imprigionato e infine esiliato in India per un periodo di un anno. Al suo ritorno, fu nuovamente nominato governatore, ma presto si ribellò nuovamente dichiarandosi sovrano del Regno del Kurdistan. Il Regno del Kurdistan durò dal settembre 1922 al luglio 1924. Con le forze britanniche che superavano di gran lunga quelle insurrezionali in termini di munizioni e addestramento, la sconfitta pose alla fine la regione sotto il dominio centrale britannico nel 1924. Lo sceicco Mahmud si ritirò sulle montagne e raggiunse alla fine un accordo con il Regno indipendente dell'Iraq nel 1932, al suo ritorno dalla clandestinità. Le rivolte dello sceicco Mahmud sono considerate il primo capitolo del moderno conflitto curdo-iracheno.

## Sfondo
Poco dopo gli accordi finali della prima guerra mondiale, lo sceicco dell'ordine sufi Qadiriyya, era la personalità più influente nel Kurdistan iracheno, e fu nominato Governatore dell'ex sangiaccato di Duhok.

## Rivolta curda del 1919
Lo sceicco Mahmud guidò la prima rivolta curda nel Kurdistan iracheno (Kurdistan iracheno) controllato dai britannici nel maggio 1919. Poco prima di essere nominato governatore di Sulaymaniyah, ordinò l'arresto di tutti i funzionari politici e militari britannici nella regione. Dopo aver preso il controllo della regione, lo sceicco sollevò una forza militare dai suoi seguaci tribali curdi e si proclamò "Sovrano di tutto il Kurdistan". Usando la sua autorità come capo religioso, lo sceicco Mahmud invocò una jihad contro gli inglesi nel 1919 e ottenne così il sostegno di molti curdi indifferenti alla lotta nazionalista. Sebbene l'intensità della loro lotta fosse stata motivata dalla religione, i contadini curdi colsero l'idea di "libertà nazionale e politica per tutti" e si adoperarono per "un miglioramento della loro posizione sociale".
Vari combattenti tribali sia dell'Iran che dell'Iraq si allearono rapidamente con lo sceicco Mahmud poiché fu più efficace nell'opporsi al dominio britannico. Secondo McDowall, le forze dello sceicco erano in gran parte tenutari e membri della tribù Barzinja, della tribù Hamavand sotto Karim Fattah Beg e delle sezioni insoddisfatte delle tribù Jaf, Jabbari, Sheykh Bizayni e Shuan". La popolarità e il numero delle truppe dello sceicco Mahmud aumentarono solo dopo l'imboscata di una colonna militare britannica.
Tra i sostenitori dello sceicco Mahmud c'era anche il sedicenne Mustafa Barzani, che sarebbe diventato il futuro leader della causa nazionalista curda e comandante delle forze peshmerga. Barzani e i suoi uomini, seguendo gli ordini del tribale Barzani Shekyh Ahmed Barzani, attraversarono la valle di Piyaw per unirsi allo sceicco Mahmud Barzani. Anche se caduti più volte in un'imboscata, Barzani e i suoi uomini raggiunsero la posizione dello sceicco Mahmud, ma arrivarono troppo tardi per sostenere la rivolta. I combattenti di Barzani erano solo una parte della forza di 500 persone dello sceicco.
Quando gli inglesi si resero conto del crescente potere politico e militare dello sceicco, furono costretti a rispondere militarmente. Due brigate britanniche furono schierate per sconfiggere i combattenti dello sceicco Mahmud a Darbandi Bazyan vicino Sulaymaniyah nel giugno 1919.

## L'esilio dello sceicco Mahmud
Lo sceicco Mahmud Barzani fu arrestato e mandato in esilio in India nel 1921. I combattenti di Mahmud continuarono a opporsi al dominio britannico dopo il suo arresto. Sebbene non fosse più organizzata sotto un unico leader, questa forza intra-tribale risultò "attivamente anti-britannica", impegnandosi in attacchi mordi e fuggi, uccidendo ufficiali militari britannici e lasciando i ranghi turchi per unirsi all'esercito curdo.

## Rivolta curda del 1922
Dopo il Trattato di Sèvres, che stabilì alcuni territori, Sulaymaniyah rimase ancora sotto il diretto controllo dell'Alto commissario britannico. Dopo la successiva penetrazione del distaccamento turco di Ali Shefiq Özdemir nell'area, i britannici nel tentare di contrastarlo, nominarono nuovamente come governatore lo sceicco Mahmud, tornato dall'esilio, il 14 settembre 1922.
Lo sceicco si ribellò una seconda volta e in novembre si dichiarò Re del Regno del Kurdistan, introducendo un gabinetto di otto ministeri.  L'esercito del Regno del Kurdistan era chiamato Esercito nazionale curdo. Entro in contatto con l'influente leader Simko Shikak, già in rivolta nel 1920 contro la dominazione persiana.
Gli inglesi sconfissero Barzani nel luglio 1924, e in seguito assegnarono l'Iraq al re Faisal I con un nuovo governo guidato da arabi. Nel gennaio 1926, la Società delle Nazioni diede il mandato sul territorio all'Iraq, con la previsione di diritti speciali per i curdi.

## Conseguenze
Dopo la sconfitta lo sceicco Mahmud si ritirò sulle montagne. Nel 1930-1931, Barzani fece il suo ultimo tentativo infruttuoso per ottenere il potere.
In seguito firmò un accordo di pace con il nuovo governo iracheno, e rientrò dalla clandestinità nell'Iraq indipendente nel 1932.